# Big Red Machine

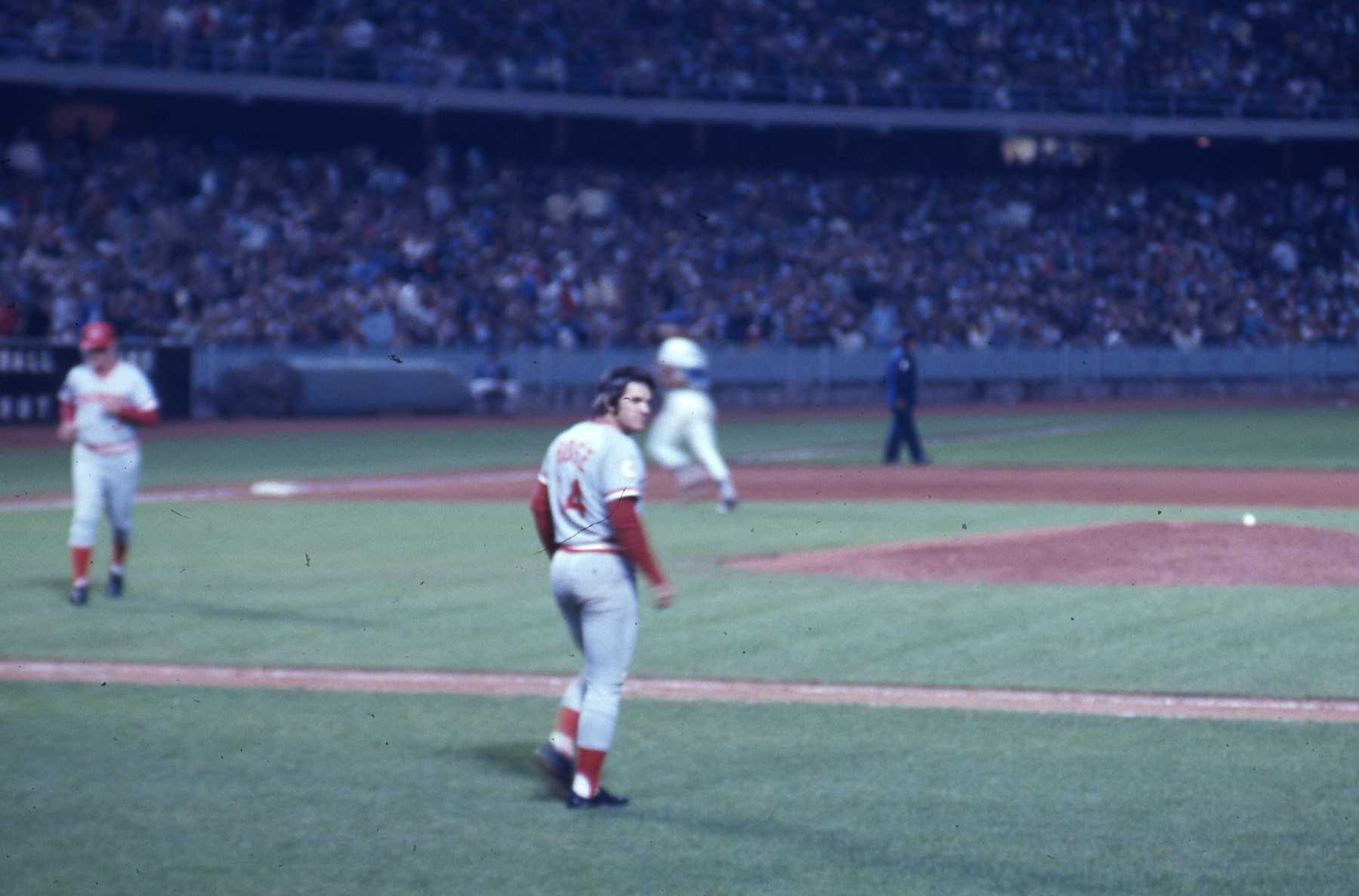
Rose marchant sur le terrain.

Big Red Machine est, dans le baseball des ligues majeures en Amérique du Nord, le surnom donné aux Reds de Cincinnati durant leurs années de domination de la Ligue nationale de 1970 à 1979. Les Reds des années 1970 sont considérés, par un certain nombre d'observateurs, comme l'une des meilleures équipes de l'histoire du baseball. Durant cette période, la Big Red Machine a remporté six titres de la division Ouest de la Ligue nationale, quatre titre de championnats de la Ligue nationale et deux Séries mondiales.